# Confrontos entre Náutico e Salgueiro no futebol
Náutico e Salgueiro são dois times que disputam um duelo entre a capital e o interior do estado de Pernambuco.

## História
O confronto entre Náutico e Salgueiro surgiu apenas na década de 2000, uma vez que o clube do interior só se profissionalizou em 2005. A partir da década de 2010, com o crescimento do Carcará no cenário estadual e nacional, as disputas entre os times ganharam tons de rivalidade, especialmente durante a disputa do Campeonato Pernambucano. Apesar da diferença histórica entre as duas equipes, o confronto entre elas é marcado pelo equilíbrio.
Em 2011, as equipes se encontraram também em uma competição nacional, no Campeonato Brasileiro - Série B, com duas vitórias a favor dos alvirrubros. Em 2015, os times ficaram no mesmo grupo da Copa do Nordeste, com um empate e uma vitória para o Salgueiro, que se classificou para a fase seguinte, eliminando o Náutico. Em 2018, os dois clubes se encontraram em duas partidas pela Série C, com uma vitória para o alvirrubro e um empate.

## Confrontos

### Anos 2000
| Data                    | Torneio      | Estádio            | Casa      | Visitante | Placar | Gols (casa)                        | Gols (visitante)                       |
| ----------------------- | ------------ | ------------------ | --------- | --------- | ------ | ---------------------------------- | -------------------------------------- |
| 11 de janeiro de 2006   | Pernambucano | Cornélio de Barros | Salgueiro | Náutico   | 3–0    | Ciel 16', 44' (pen), Wanderley 22' |                                        |
| 18 de fevereiro de 2006 | Pernambucano | Aflitos            | Náutico   | Salgueiro | 1–1    | Ademar 48'                         | Gilberto Matuto 65' (pen)              |
| 9 de abril de 2008      | Pernambucano | Cornélio de Barros | Salgueiro | Náutico   | 1–0    | Dudu 27'                           |                                        |
| 16 de abril de 2008     | Pernambucano | Aflitos            | Náutico   | Salgueiro | 0–0    |                                    |                                        |
| 17 de janeiro de 2009   | Pernambucano | Aflitos            | Náutico   | Salgueiro | 2–2    | Carlinhos Bala 56', Gilmar 61'     | Alisson 63', Rodrigo 88'               |
| 11 de março de 2009     | Pernambucano | Cornélio de Barros | Salgueiro | Náutico   | 1–2    | Paulo Rangel 25'                   | Adriano Magrão 63', Anderson Lessa 74' |

### Anos 2010
| Data                    | Torneio          | Estádio            | Casa      | Visitante | Placar | Gols (casa)                                                                | Gols (visitante)                                  |
| ----------------------- | ---------------- | ------------------ | --------- | --------- | ------ | -------------------------------------------------------------------------- | ------------------------------------------------- |
| 16 de janeiro de 2010   | Pernambucano     | Aflitos            | Náutico   | Salgueiro | 2–1    | Derley 53', 63'                                                            | França 40'                                        |
| 3 de março de 2010      | Pernambucano     | Cornélio de Barros | Salgueiro | Náutico   | 0–1    |                                                                            | Emanuel 32'                                       |
| 19 de janeiro de 2011   | Pernambucano     | Cornélio de Barros | Salgueiro | Náutico   | 1–0    | Hugo Henrique 67'                                                          |                                                   |
| 23 de março de 2011     | Pernambucano     | Aflitos            | Náutico   | Salgueiro | 5–1    | Bruno Meneghel 12' (pen), 56', Ricardo Xavier 33', 58', Deyvid Sacconi 67' | Eridon 76'                                        |
| 14 de junho de 2011     | Série B          | Ademir Cunha       | Salgueiro | Náutico   | 0–2    |                                                                            | Kieza 65', Eduardo Ramos 73' (pen)                |
| 17 de setembro de 2011  | Série B          | Aflitos            | Náutico   | Salgueiro | 1–0    | Derley 71'                                                                 |                                                   |
| 8 de fevereiro de 2012  | Pernambucano     | Cornélio de Barros | Salgueiro | Náutico   | 3–2    | Fabrício Ceará 74', Alemão 80', Elvis 90'                                  | Siloé 20', 86'                                    |
| 28 de março de 2012     | Pernambucano     | Aflitos            | Náutico   | Salgueiro | 0–1    |                                                                            | Vítor Caicó 34'                                   |
| 6 de março de 2013      | Pernambucano     | Cornélio de Barros | Salgueiro | Náutico   | 0–4    |                                                                            | Elton 32', 81', Rogério 33', Giovanni Augusto 66' |
| 5 de março de 2014      | Pernambucano     | Arena Pernambuco   | Náutico   | Salgueiro | 0–2    |                                                                            | Vítor Caicó 52', Fabrício Ceará 90+2'             |
| 26 de março de 2014     | Pernambucano     | Cornélio de Barros | Salgueiro | Náutico   | 1–3    | Valdeir 77'                                                                | Marinho 3', Marcelinho 43', Jackson 86'           |
| 6 de abril de 2014      | Pernambucano     | Cornélio de Barros | Salgueiro | Náutico   | 2–0    | Everton 24', Jefferson Kanu 82'                                            |                                                   |
| 12 de abril de 2014     | Pernambucano     | Arena Pernambuco   | Náutico   | Salgueiro | 1–0    | Vinícius 68'                                                               |                                                   |
| 1 de fevereiro de 2015  | Pernambucano     | Arena Pernambuco   | Náutico   | Salgueiro | 0–0    |                                                                            |                                                   |
| 5 de fevereiro de 2015  | Copa do Nordeste | Arena Pernambuco   | Náutico   | Salgueiro | 2–2    | Josimar 65', Gastón Filgueira 68'                                          | Jeferson Berger 30', Anderson Lessa 71'           |
| 18 de março de 2015     | Copa do Nordeste | Cornélio de Barros | Salgueiro | Náutico   | 3–1    | Anderson Lessa 23', 68', Ranieri 30'                                       | Josimar 90+1'                                     |
| 5 de abril de 2015      | Pernambucano     | Cornélio de Barros | Salgueiro | Náutico   | 4–1    | Rodolfo Potiguar 9', Valdeir 49', 85', Moreilândia 90+5'                   | Bruno Alves 90+2'                                 |
| 10 de fevereiro de 2016 | Pernambucano     | Arena Pernambuco   | Náutico   | Salgueiro | 1–0    | Daniel Morais 33'                                                          |                                                   |
| 10 de abril de 2016     | Pernambucano     | Cornélio de Barros | Salgueiro | Náutico   | 0–2    |                                                                            | Thiago Santana 21', Esquerdinha 89'               |
| 4 de maio de 2016       | Pernambucano     | Cornélio de Barros | Salgueiro | Náutico   | 0–1    |                                                                            | Rony 49'                                          |
| 7 de maio de 2016       | Pernambucano     | Arena Pernambuco   | Náutico   | Salgueiro | 3–0    | Rafael Coelho 14', Rony 53', Jefferson Nem 81'                             |                                                   |
| 8 de fevereiro de 2017  | Pernambucano     | Arena Pernambuco   | Náutico   | Salgueiro | 0–2    |                                                                            | Valdeir 52', Álvaro 75'                           |
| 18 de março de 2017     | Pernambucano     | Cornélio de Barros | Salgueiro | Náutico   | 2–0    | Willian Lira 42', Levi 82'                                                 |                                                   |
| 6 de fevereiro de 2018  | Pernambucano     | Arena Pernambuco   | Náutico   | Salgueiro | 4–0    | Júnior Timbó 41' (pen), Rafael Ribeiro 58', Robinho 66', Odilávio 77'      |                                                   |
| 25 de março de 2018     | Pernambucano     | Arena Pernambuco   | Náutico   | Salgueiro | 3–2    | Luís Eduardo 40', Ortigoza 63', Camacho 90'                                | Dadá 23' (pen), Mauricio 90+2'                    |
| 18 de maio de 2018      | Série C          | Arena Pernambuco   | Náutico   | Salgueiro | 3–0    | Robinho 12', Ortigoza 17' (pen), 42'                                       |                                                   |
| 16 de julho de 2018     | Série C          | Cornélio de Barros | Salgueiro | Náutico   | 1–1    | Dadá 85'                                                                   | Robinho 36'                                       |
| 2 de fevereiro de 2019  | Copa do Nordeste | Cornélio de Barros | Salgueiro | Náutico   | 1–1    | Muller Fernandes 60'                                                       | Wallace Pernambucano 78'                          |
| 27 de fevereiro de 2019 | Pernambucano     | Aflitos            | Náutico   | Salgueiro | 1–0    | Josa 89'                                                                   |                                                   |

### Anos 2020
| Data                | Torneio      | Estádio            | Casa      | Visitante | Placar | Gols (casa)                       | Gols (visitante)               |
| ------------------- | ------------ | ------------------ | --------- | --------- | ------ | --------------------------------- | ------------------------------ |
| 19 de julho de 2020 | Pernambucano | Cornélio de Barros | Salgueiro | Náutico   | 1–2    | Ciel 21'                          | Thiago 10', Jorge Henrique 75' |
| 7 de abril de 2021  | Pernambucano | Cornélio de Barros | Salgueiro | Náutico   | 2–3    | Tarcísio 69', Felipe Baiano 73'   | Erick 24', 27', Kieza 77'      |
| 2 de março de 2022  | Pernambucano | Aflitos            | Náutico   | Salgueiro | 1–0    | Robinho 5'                        |                                |
| 12 de março de 2023 | Pernambucano | Aflitos            | Náutico   | Salgueiro | 2–0    | Anilson 40', Matheus Carvalho 48' |                                |
| 5 de abril de 2023  | Pernambucano | Aflitos            | Náutico   | Salgueiro | 1–1    | Souza 45+7' (pen)                 | Robinho 72'                    |